# Осиногривское сельское поселение
Осиногри́вское се́льское поселе́ние — муниципальное образование в Топкинском районе Кемеровской области. Административный центр — посёлок Трещевский.

## История
Осиногривское сельское поселение образовано 17 декабря 2004 года в соответствии с Законом Кемеровской области № 104-ОЗ.

## Население
| 2010  | 2011  | 2012  | 2013  | 2014  | 2015  | 2016  |
| ----- | ----- | ----- | ----- | ----- | ----- | ----- |
| 1184  | ↘1183 | ↘1180 | ↗1216 | ↗1219 | ↘1200 | ↘1198 |
| 2017  | 2018  | 2019  |       |       |       |       |
| ↗1206 | ↘1167 | ↘1134 |       |       |       |       |

## Состав сельского поселения
| № | Населённый пункт | Тип населённого пункта          | Население |
| - | ---------------- | ------------------------------- | --------- |
| 1 | 115 км           | разъезд                         | 38        |
| 2 | 123 км           | разъезд                         | 29        |
| 3 | Знаменский       | посёлок                         | 200       |
| 4 | Корниловка       | деревня                         | 125       |
| 5 | Осиновая Грива   | деревня                         | 34        |
| 6 | Трещевский       | посёлок, административный центр | 758       |